# Террелл, Мэри Чёрч
Мэри Чёрч Террелл (англ. Mary Church Terrell; 23 сентября 1863 — 24 июля 1954) — одна из первых афроамериканских женщин, получивших высшее образование, которая стала известна как национальная активистка за гражданские права и избирательное право. Она преподавала в латинском отделении школы М-стрит (теперь известной как средняя школа Пола Лоуренса Данбара) — первой афроамериканской государственной средней школы в стране (Вашингтон). В 1896 году стала первой афроамериканкой в Соединённых Штатах, которая была назначена в школьный совет крупного города. Террелл была членом хартии Национальной ассоциации содействия прогрессу цветного населения (1909) и Лиги цветных женщин Вашингтона (1894). Она помогла основать Национальную Ассоциацию цветных женщин (1896) и была её первым национальным президентом, также она была членом-основателем Национальной Ассоциации женских колледжей (1910).

## Ранние годы
Мэри Чёрч в 1863 году в Мемфисе, штат Теннесси, в семье Роберта Рида Чёрча и Луизы Айерс, освобождённых рабов смешанного расового происхождения. Её родители были видными членами чёрной элиты Мемфиса после Гражданской войны, в эпоху реконструкции. Её бабушка по отцовской линии была малагасийкой белого происхождения, а дедушка по отцовской линии — капитан Чарльз Б. Чёрч, белый владелец и управляющий пароходом из Вирджинии. Он позволил своему сыну Роберту Чёрчу — отцу Мэри — работать стюардом на своём корабле и получать жалованье. Юный Чёрч копил средства чтобы инвестировать в недвижимость, и в 1862 году купил свою первую собственность в Мемфисе. Он сделал состояние, скупив недвижимость после эпидемии жёлтой лихорадки 1878 года, выкосившей город. Он считается первым афроамериканским миллионером на юге.
Мать Террелл, Луиза Айерс, считается одной из первых афроамериканских женщин, которая основала и поддерживала парикмахерский салон, часто посещаемый состоятельными жителями Мемфиса. В целом, Айерс была успешным предпринимателем в то время, когда большинство женщин не владели бизнесом. Ей приписывают поощрение посещения её дочерью школы моделей Антиохийского колледжа в Йеллоу-Спрингс, штат Огайо, для получения начального и среднего образования, потому что школы Мемфиса были неадекватными. Мэри посещала эту школу с 1870 по 1874 год, начиная с семи лет. Когда ей было двенадцать, она перешла в среднюю школу в Оберлине, штат Огайо, где и оставалась на протяжении своих студенческих лет.
Мэри Чёрч Террелл, которую члены семьи называли «Молли», и её брат родились во время первого брака их отца, который закончился разводом. Их сводные братья и сёстры, Роберт-младший и Аннет, родились от второй жены Роберта-старшего, Анны Райт. Роберт Чёрч позже женился в третий раз.
Позже Террелл изучала классическую литературу в колледже Оберлина, первом колледже Соединённых Штатов, который стал принимать афроамериканских студентов и женщин. Она была одной из первых афроамериканских женщин, посетивших это заведение. На первом курсе её назначили поэтом класса, и она была приглашена в два литературных общества колледжа. Она также работала редактором журнала Оберлин Ревью. Террелл получила степень бакалавра в 1884 году. Она получила свою степень в области классической литературы на «курсе джентльмена», подразумевавшем четыре года обучения в отличие от обычных двух лет для женщин. Она окончила колледж вместе с известными представителями афроамериканской творческой интеллигенции Анной Джулией Купер и Идой Гиббс Хант. Эти три выпускника Оберлина на всю жизнь остались коллегами и высокооценёнными активистами в движении за расовое и гендерное равенство в Соединённых Штатах. Продолжая учёбу в Оберлине, Террелл получила степень магистра в области образования четыре года спустя.

## Карьера

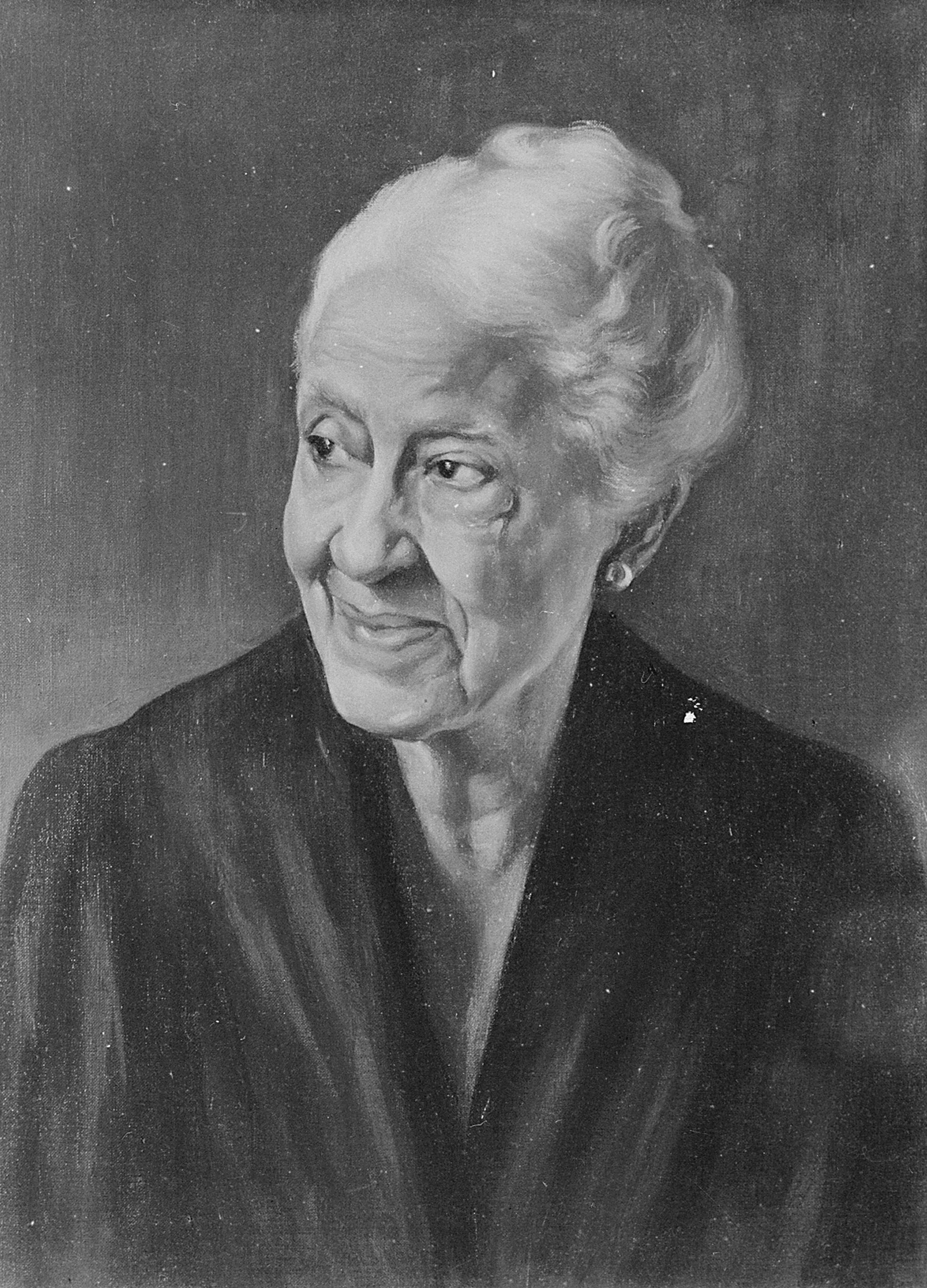
Рисунок с изображением Мэри Чёрч Террелл работы Бетси Грейвс Рейно, 1888—1964

Террелл начала свою карьеру в 1885 году, преподавая современные языки в Университете Уилберфорса, исторически чёрном колледже, основанном совместно Методистской Церковью Огайо и Африканской методистской епископальной церковью штата. Позже она переехала в Вашингтон, округ Колумбия, чтобы занять должность в латинском отделении школы M-стрит. Вскоре она закончила преподавание, чтобы продолжить своё обучение в Европе. Там она провела два года, свободно владея французским, немецким и итальянским языками.
По возвращении в Соединённые Штаты Террелл переключила своё внимание с преподавания на социальную активность, уделяя особое внимание расширению прав и возможностей чернокожих женщин. Она также много писала, включая автобиографию, и её работа была опубликована в нескольких журналах.

## Активизм

### Борьба за избирательное право чернокожих женщин
Будучи заядлой суфражисткой в годы учёбы в Оберлине, Террелл продолжала активно участвовать в событиях, происходящих в суфражистских кругах в Национальной американской Ассоциации женского избирательного права (National American Woman Suffrage Association). Так она познакомилась с Сьюзен Энтони, общение с которой Террелл описывает в своей биографии как «восхитительную, полезную дружбу», которая продолжалась до смерти Энтони в 1906 году. Сотрудничество Террелл с NAWSA подразумевало создание формальной организационной группы среди чернокожих женщин в Америке для решения проблем линчевания, лишения прав на основании расы и разработки новой образовательной реформы. Будучи одной из немногих афроамериканских женщин, которым было разрешено присутствовать на заседаниях NAWSA, Террелл прямо говорила о несправедливости и проблемах в афроамериканском сообществе.
18 февраля 1898 года Террелл выступила с речью под названием «Прогресс цветных женщин» на сессии Национальной Американской ассоциации женского избирательного права в Вашингтоне, округ Колумбия. Эта речь была призывом к NAWSA бороться за жизнь чернокожих женщин. Речь получила широкое одобрение от ассоциации и чёрных новостных агентств, и в конечном счёте привела Террелл к статусу неофициального (чёрного) посла Ассоциации. Хотя многие чернокожие женщины были заинтересованы и вовлечены в борьбу за право американских женщин голосовать, NAWSA не позволила чернокожим женщинам создать своё собственное отделение в организации. Террелл продолжала выступать с речами, такими как «В Союзе есть сила», где обсуждалась необходимость единства среди чернокожих людей и «Что значит быть цветным в столице США», в которой говорила о личном опыте, с которым столкнулась как афроамериканская женщина в Вашингтоне, округ Колумбия.
В публикации Цветная женщина в белом мире Террелл вспоминает, как провела свои студенческие годы в преимущественно белом Оберлине с чувством лёгкости из-за неоднозначности её расового происхождения. Являясь белой афроамериканской женщиной она понимала ценность своей мобильности в создании более широких связей между афроамериканцами и белыми американцами. Это и привело её к тому, чтобы активно выступать в NAWSA.
В 1913 году NAWSA организовала шествие суфражисток, в котором Террелл возглавила женский клуб Дельта Сигма Тета университета Говарда.
Террелл проявляла активность и в Республиканской партии, где была президентом женской Республиканской лиги во время президентской кампании 1920 года Уоррена Гардинга и первых выборов, на которых белым американским женщинам было предоставлено право голоса. Южные штаты с 1890 по 1908 год приняли ряд законов о регистрации избирателей и выборах, которые лишили афроамериканцев их права голоса. Эти ограничения не были полностью отменены до принятия Конгрессом закона об избирательных правах 1965 года.

### Национальная ассоциация цветных женщин
В 1892 году Террелл вместе с Хелен Аппо Кук, Идой Б. Бейли, Анной Джулией Купер, Шарлоттой Фортен Гримке, Мэри Джейн Петерсон и Эвелин Шоу сформировали Ассоциацию цветных женщин в Вашингтоне. Её основной целью было содействие единству, социальному прогрессу и насущным проблемам афроамериканского сообщества. Кук была избрана президентом. Ассоциация цветных женщин помогла поднять жизнь образованных чернокожих женщин вне церковных установок. Примерно в то же время группа прогрессивных чернокожих женщин собиралась в Бостоне, штат Массачусетс, под руководством суфражистки и интеллектуалки Джозефины Сен-Пьер Раффин под названием Федерация афроамериканских женщин. Поскольку обе организации имели схожие амбиции и аудиторию, Террелл и Раффин решили объединить свои усилия с сотнями других организаций, чтобы достичь более широкого внимания чернокожих женщин-рабочих, студентов и активистов, к началу 20-го века. Из этого союза образовалась Национальная ассоциация цветных женщин, которая стала первой светской национальной организацией, посвящённой жизнеобеспечению чернокожих женщин в Америке.
В 1896 году Террелл стала первым президентом созданной Национальной ассоциации цветных женщин (NACW), члены которой организовали работу яслей и детских садов для чернокожих детей. В том же году она также основала Национальную ассоциацию женщин в колледжах, которая позже стала Национальной Ассоциацией женщин в университетах (NAUW). Ассоциация создала систему учебного плана для детских садов, прежде чем они были включены в государственные школы Вашингтона.
В сочетании с её достижениями в качестве президента успех образовательных инициатив Ассоциации привёл к назначению Террелл в Совет по образованию округа Колумбия, который она занимала с 1895 по 1906 год. Она была первой чернокожей женщиной в Соединённых Штатах, которая занимала такую должность.

### Интеграция
Историки обычно подчёркивали роль Террелл как лидера сообщества и активиста за гражданские права и права женщин в прогрессивную эпоху. Изучая вопрос прав женщин, находясь в Оберлине, она познакомилась с активисткой Сьюзен Энтони.
У неё также была успешная карьера журналиста (она идентифицировала себя как писатель). Используя псевдоним Euphemia Kirk, она публиковалась как в чёрной, так и в белой прессе, пропагандируя движение афроамериканских женских клубов. Она писала для различных газет, «издаваемых про или в интересах цветных людей», таких как A.M.E. Church Review  из Филадельфии, Пенсильвания; Southern Workman из Хамптона, Вирджиния; Indianapolis Freeman; Afro-American из Балтимора;  Washington Tribune; Chicago Defender; New York Age; Voice of the Negro; Women’s World; и Norfolk Journal and Guide. Также она публиковалась в Washington Evening Star и The Washington Post.
Террелл объединила движение афроамериканских женских клубов в борьбе чернокожих женщин и чернокожих людей за равенство. В 1892 году она была избрана первой женщиной-президентом известной вашингтонской организации чёрных дебатов Вефильского литературно-исторического общества.
Через своего отца Террелл познакомилась с Букером Т. Вашингтоном, директором влиятельного Института Таскиги в Алабаме. В возрасте 17 лет, когда она была зачислена в Оберлин, она также встретила активиста Фредерика Дугласа на инаугурационном гала-концерте президента Джеймса Гарфилда. Она стала особенно близка с Дугласом и работала с ним во время нескольких кампаний по защите гражданских прав. Вскоре после замужества с Робертом Терреллом она решила отойти от активной деятельности и сосредоточиться на семейной жизни. Дуглас, сделав вид, что её талант слишком велик, чтобы им не воспользоваться, убедил её остаться в общественной жизни.
В 1904 году Террелл была приглашена выступить на Международном конгрессе женщин, проходившем в Берлине, Германия. Она была единственной чернокожей женщиной на конференции. Она получила восторженные овации, когда почтила принимающую страну, произнеся своё обращение на немецком языке. Она произнесла речь на французском языке и завершила её английской версией.
В 1909 году Террелл была одной из двух чернокожих женщин (с журналистом Ида Б. Уэллс-Барнетт), приглашённых подписать «призыв» и принять участие в первом организационном собрании Национальной ассоциации содействия прогрессу цветного населения (NAACP), став членом-учредителем. В 1913-14 она помогла организовать женское общество Дельта Сигма Тета. Более чем через четверть века она помогла написать кредо, которое установило кодекс поведения для чернокожих женщин.
Во время Первой мировой войны Террелл участвовала в общественной работе военного лагеря, в области организации досуга для военнослужащих. Позднее она помогала в вопросах, связанных с демобилизацией темнокожих военнослужащих. Когда военные действия прекратились, Террелл и её дочь Филлис присоединились к Элис Пол и Люси Барнс из Союза Конгресса за избирательное право женщин (CUWS), в пикете у Белого дома по поводу необходимости устранения безработицы среди чернокожих ветеранов. Террелл была делегатом на Международной мирной конференции после окончания войны. Находясь в Англии, она гостила у Герберта Уэллса и его жены по их приглашению.
Террелл активно участвовала в движении за избирательное право женщин, которое добилось принятия девятнадцатой поправки к Конституции Соединённых Штатов. У неё была активная роль и в Республиканской партии, она была президентом женской Республиканской лиги во время президентской кампании 1920 года Уоррена Г. Хардинга и первых выборов, на которых белым американкам было предоставлено право голоса. Южные штаты с 1890 по 1908 год приняли законы о регистрации избирателей и выборах, которые подавляли право афроамериканцев голосовать. Эти ограничения не были полностью отменены до принятия Конгрессом закона об избирательных правах 1965 года. Хотя Террелл умерла в 1954 году, её наследие и борьбу за голоса чернокожих женщин не забывают.
Террелл написала автобиографию «Цветная женщина в белом мире» (1940), в которой рассказывает о личном опыте борьбы с расизмом.
В 1950 году Терелл вступила в борьбу за интеграцию мест общественного питания в округе Колумбия. В 1890-х годах округ Колумбия официально принял сегрегацию, как и Штаты на юге. До этого местные законы об интеграции, относящиеся к 1870-м годам, требовали, чтобы все владельцы ресторанов «обслуживали любого респектабельного, хорошо воспитанного человека независимо от цвета кожи или подвергались штрафу в размере 1000 долларов и лишению лицензии». В 1949 году Террелл и её коллеги Кларк Ф. Кинг, Эсси Томпсон и Артур Ф. Элмер вошли в сегрегированный ресторан «Томпсон». Когда им отказали в обслуживании, они оперативно подали в суд. Адвокат Ринггольд Харт, представляющий интересы Томпсона, 1 апреля 1950 года заявил, что окружные законы неконституционны, а позже выиграл дело против сегрегации мест общественного питания. В течение трёх лет в ожидании решения в округе Колумбия против владельца ресторана «Томпсон», Террелл нацелилась и на другие рестораны. Её тактика включала бойкоты, пикетирование и сидячие забастовки. Наконец, 8 июня 1953 года суд постановил, что раздельные рестораны в Вашингтоне, округ Колумбия, являются неконституционными.
Даже после 80-летия Террелл продолжала участвовать в пикетах, протестуя против сегрегации ресторанов и театров. Ещё в ранние годы она сумела убедить местное отделение американской Ассоциации женщин в университетах, чтобы признать чёрных членов.
Она дожила до решения Верховного Суда по делу Брауна против Совета по образованию, признавшего неконституционной расовую сегрегацию государственных школ. Террелл умерла два месяца спустя в возрасте 90 лет, 24 июля 1954 года, в больнице Энн Арундел в Хайленд-Бич, штат Мэриленд. Это произошло за неделю до того, как NACW должна была провести ежегодное собрание в городе Аннаполис, где она жила.

## Личная жизнь
18 октября 1891 года в Мемфисе Чёрч вышла замуж за Роберта Хебертона Террелла, адвоката, ставшего первым чернокожим судьёй муниципального суда в Вашингтоне. Пара познакомилась в Вашингтоне (федеральный округ Колумбия), затем они оба работали в средней школе М-стрит, где он стал директором.
У Террелл и её мужа было трое детей, которые умерли в младенчестве; их дочь Филлис была единственной, кто дожил до зрелого возраста. Она была названа в честь Филлис Уитли. Позже Терреллы усыновили вторую дочь, Мэри.

## Наследие и признание
- 1933 — на праздновании столетия Оберлинского колледжа Террелл была признана одним из «100 выдающихся выпускников»[22].
- 1948 — Оберлин присвоил Террелл почётную степень доктора гуманитарных наук[23].
- 1954 — первая леди Мейми Эйзенхауэр отдала дань памяти Террелл в письме, зачитанном на съезде NACW 1 августа, которое гласило: «в течение более чем 60 лет её великие дары были посвящены прогрессу человечества, она оставила поистине вдохновляющие записи»[24].
- 1975 — дом Мэри Чёрч Террелл в районе Ледруа-парк в Вашингтоне был назван Национальным историческим памятником.
- Начальная школа, которую посещала Мэри Чёрч Террелл на 3301 Уилер-Роуд, в Вашингтоне, была названа в её честь, закрыта в 2013 году[25].
- 2002 — учёный Молефи Кете Асанте включил Мэри Чёрч Террелл в свой список 100 величайших афроамериканцев[26].
- 2009 — Террелл включили в число 12 активистов-пионеров за гражданские права, отмеченных в серии почтовых марок почтовой службы Соединённых Штатов[27].
- Школа в городе Герт, Новый Орлеан, была названа начальной школы Мэри Террелл. Она была серьёзно повреждена во время урагана Катрина, закрыта в 2008 году и снесена в 2012 году[28][29][30].
- 2018 — колледж Оберлина назвал свою главную библиотеку именем Мэри Чёрч Террелл[31].

## Работы
- «Долг Национальной ассоциации цветных женщин перед расой», A. M. E. Church Review (январь 1900), 340-54.
- «Работа клуба для цветных женщин», Southern Workman, 8 августа 1901, 435-38.
- «Общество среди цветных людей Вашингтона», Voice of the Negro (апрель 1904), 150-56.
- «Линчевание с точки зрения негра», North American Review 178 (июнь 1904), 853-68.
- «Вашингтонская консерватория для цветных людей», Voice of the Negro (ноябрь 1904), 525-30.
- «Чистота и негр», Light (июнь 1905), 19-25.
- «Пол Лоуренс Данбар», Voice of the Negro (апрель 1906), 271-77.
- «Сьюзен Б. Энтони, аболиционист»,Voice of the Negro (июнь 1906), 411-16.
- «Призыв к Белому югу от цветной женщины», Nineteenth Century (июль 1906), 70-84.
- «Что значит быть цветным в столице Соединённых Штатов», Independent, 10 октября 1906, 181-86.
- «Интервью с У. Т. Стедом о расовой проблеме», Voice of the Negro (июль 1907), 327-30
- «Пеонаж в Соединённых Штатах: наём заключённых и цепные банды», Nineteenth Century 62 (август 1907), 306-22.
- «Филлис Уитли — Африканский Гений». Star of the West. 19 (7): 221-23. Октябрь 1928 года. Переиздано 24 декабря 2013 года
- «Цветная женщина в белом мире» (1940), автобиография.
- «Я Помню Фредерика Дугласа», Ebony (1953), 73-80.